# زوپو موبایل
زوپو موبایل (انگلیسی: Zopo Mobile) که به زوپو معروف است در شنژن به نام شرکت ارتباطات و تجهیزات زوپو ثبت شده و یک شرکت با مسئولیت محدود چینی است که مقر اصلی آن شنژن می‌باشد و گوشی‌های هوشمند تولید می‌کند. زوپو در سال ۲۰۱۲ (به طور رسمی در سال ۲۰۰۸) توسط آقای کوین ژو تأسیس شد. این شرکت در تحقیق و توسعه، تولید، بازاریابی و خدمات محصولات ترمینال هوشمند تلفن‌همراه شرکت دارد.